# باري موريسون
باري موريسون (بالإنجليزية: Barry Morrison)‏ (8 مايو 1980 في المملكة المتحدة - ) هو ملاكم بريطاني.

## إحصائيات
خاض خلال مسيرته 25 نزالا، فاز في 19 ولم يتعادل وخسر في 6. فاز بالضربة القاضية في 8 نزالات.

## روابط خارجية
- باري موريسون على موقع بوكس ريك (الإنجليزية) (registration required)